# Europese kampioenschappen shinkyokushin karate 2001
De Europese kampioenschappen shinkyokushin karate 2001 waren door de World Karate Organization (WKO) georganiseerde kampioenschappen voor kyokushinkai karateka's. De derde editie van de Europese kampioenschappen vond plaats in het Spaanse Madrid.

## Resultaten
| Gewichtsklasse | Goud            | Zilver                | Brons                              |
| -------------- | --------------- | --------------------- | ---------------------------------- |
| Lichtgewicht   | Dimitar Popov   | Solsani Kundukhasvili | Pascual Requena Alberto Morras     |
| Middengewicht  | Valeri Dimitrov | Francisco Carpena     | Muzaffer Bacak David Gejadze       |
| Zwaargewicht   | Sergey Voytenko | Olixiy Kasatonov      | Daniel Torok Gediminas Tankevicius |